# Micronychia kotozafii
Micronychia kotozafii är en sumakväxtart som beskrevs av Randrian. & Lowry. Micronychia kotozafii ingår i släktet Micronychia och familjen sumakväxter. Inga underarter finns listade i Catalogue of Life.